# Gouvernement Boselli
Pour les articles homonymes, voir Boselli.
Royaume d'Italie
Salandra II Orlando
Le gouvernement Boselli (Governo Boselli, en italien) est le gouvernement du royaume d'Italie entre le 18 juin 1916 et le 30 octobre 1917, durant la XXIVe législature.

## Historique

### Président du conseil des ministres
Paolo Boselli